# Giovannelli-Sciarra
Il Giovannelli-Sciarra è stato un atelier italiano di alta moda con sede a Roma, attivo negli anni 1950. Fondato dalle principesse Lola Giovannelli e Stefanella Sciarra, annoverava tra la sua clientela la nobiltà e la buona borghesia romana.
Partecipano nel 1952, con Vincenzo Ferdinandi, Roberto Capucci, la Sartoria Antonelli, l'atelier Carosa, Germana Marucelli, Polinober, la Sartoria Vanna, Jole Veneziani e sedici ditte di sportswear e boutique alla prima storica sfilata presso la Sala Bianca di Palazzo Pitti a Firenze. Una giovanissima Oriana Fallaci inviata dal settimanale Epoca ne raccontò la cronaca.
Nel 1953 concorrono a fondare insieme ad altri grandi nomi dell'epoca tra cui le Sorelle Fontana, Vincenzo Ferdinandi, Alberto Fabiani, Emilio Schuberth, Simonetta, Mingolini-Gugenheim, Eleonora Garnett e Jole Veneziani il SIAM - Sindacato Italiano Alta Moda (diventato poi Camera Nazionale della Moda Italiana).
Nel luglio del 1954, insieme alle Sorelle Fontana, Vincenzo Ferdinandi, Mingolini-Gugenheim, Emilio Schuberth e Garnett partecipano ad "Alta Moda a Castel Sant'Angelo" ambientato nella suggestiva cornice del celebre castello.
Vestirono con le loro creazioni varie attrici, tra cui Ingrid Bergman.